# Linscheid
Linscheid ist ein Ortsteil in der Gemeinde Schalksmühle im Märkischen Kreis im Regierungsbezirk Arnsberg in Nordrhein-Westfalen (Deutschland).

## Lage und Beschreibung
Der Ortsteil befindet sich oberhalb des Volmetal nördlich von dem Kernort und östlich von Dahlerbrück. Der Ort ist über mehrere kleinere Verbindungsstraßen aus dem Volmetal und von Ramsloh erreichbar, die auch Dahlhausen, Stallhaus, Kuhlenhagen und Holthausen anbinden. 
Weitere Nachbarorte auf dem Schalksmühler Gemeindegebiet sind der Kernort, Linscheiderbecke, Linscheiderschule, Hellhof, Muhle, Muhlerhagen, Kämpershof, Flaßkamp, Ohlerberg, Im Dahl, Ölken, Twieströmen, Walze, Pulvermühle, Neuenbrücke, Hütte und Klagebach.

## Geschichte
Linscheid gehörte bis zum 19. Jahrhundert der Wester Bauerschaft des Kirchspiels Hülscheid an. Ab 1816 war der Ort Teil der Gemeinde Hülscheid in der Bürgermeisterei Halver im Kreis Altena, 1818 lebten 57 Einwohner im Ort. Der laut der Ortschafts- und Entfernungs-Tabelle des Regierungs-Bezirks Arnsberg als Hof kategorisierte Ort besaß 1839 neun Wohnhäuser und elf landwirtschaftliche Gebäude. Zu dieser Zeit lebten 66 Einwohner im Ort, allesamt evangelischen Bekenntnisses.
1844 wurde die Gemeinde Hülscheid mit Linscheid von dem Amt Halver abgespaltet und dem neu gegründeten Amt Lüdenscheid zugewiesen.
Der Ort ist auf der Preußischen Uraufnahme von 1840 als Lindscheid verzeichnet. Ab der Preußischen Neuaufnahme von 1892 ist der Ort auf Messtischblättern der TK25 als Linscheid verzeichnet.
Die Gemeinde- und Gutbezirksstatistik der Provinz Westfalen führt 1871 den Ort als Hof mit zwölf Wohnhäusern und 85 Einwohnern auf.  Das Gemeindelexikon für die Provinz Westfalen gibt 1885 für Linscheid eine Zahl von 96 Einwohnern an, die in 14 Wohnhäusern lebten. 1895 besitzt der Ort 16 Wohnhäuser mit 85 Einwohnern, 1905 werden 13 Wohnhäuser und 87 Einwohner angegeben.
1969 wurden die Gemeinden Hülscheid und Schalksmühle zur amtsfreien Großgemeinde (Einheitsgemeinde) Schalksmühle im Kreis Altena zusammengeschlossen und Linscheid gehört seitdem politisch zu Schalksmühle, das 1975 auf Grund des Sauerland/Paderborn-Gesetzes Teil des neu geschaffenen Märkischen Kreises wurde.